# Convento e Catacombe dei Cappuccini (Palermo)
(Thomas Mann, La montagna incantata)

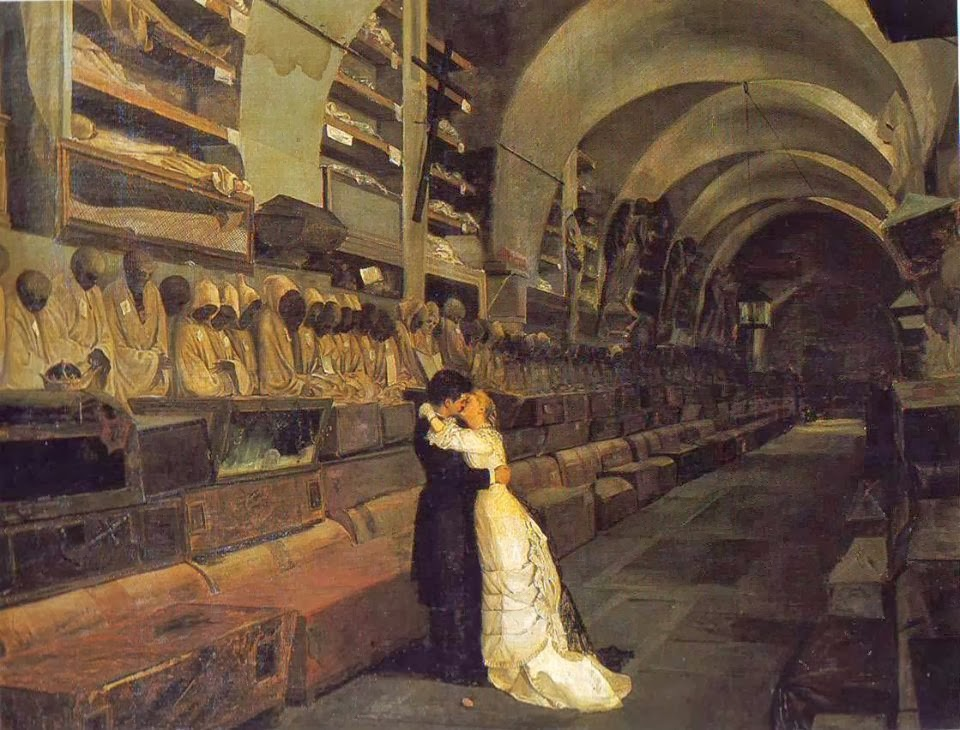
Calcedonio Reina, Amore e morte (1883; Catania, Museo Civico)

Il convento dei Cappuccini a Palermo, nel quartiere Cuba, è annesso alla chiesa di Santa Maria della Pace. Chiesa e convento risalgono al XVI secolo, benché edificati su strutture precedenti. Nel sotterraneo si trovano le famose catacombe dei Cappuccini in stile gotico, così chiamate ma in realtà cimitero e non catacomba, cioè luogo di culto e riunione paleocristiana.

## Descrizione

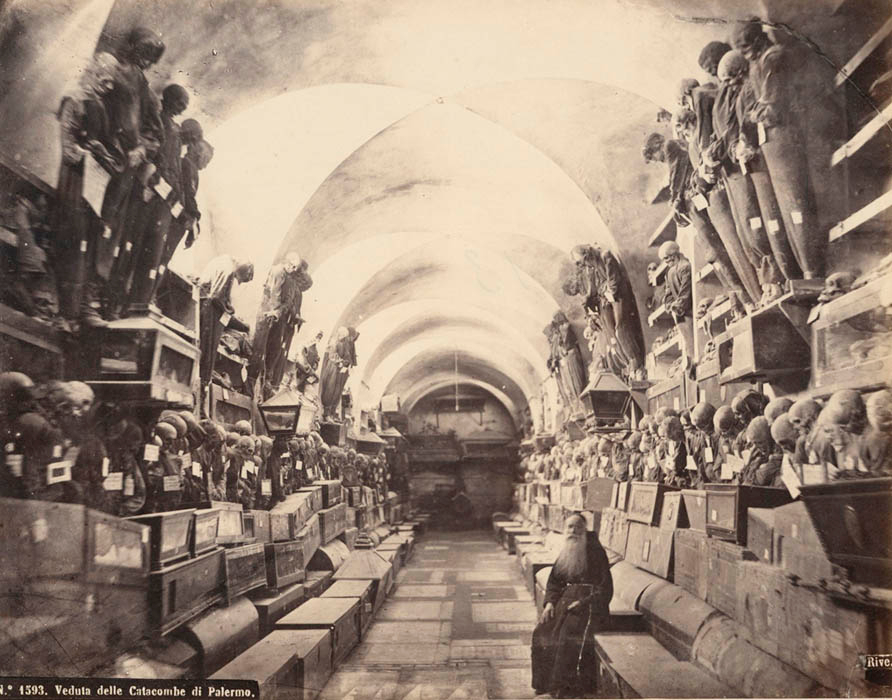
Galleria alla fine del XIX secolo.

Il convento è conosciuto in tutto il mondo per la presenza nei suoi sotterranei di un vasto cimitero che attira la curiosità di numerosi turisti, fin dai secoli scorsi tappa obbligata del Grand Tour (fu visitato anche da Guy de Maupassant). Le gallerie furono scavate alla fine del XVI secolo in stile gotico con copertura a volte a crociera ogivali costolonate e a volta ogivale; queste formano un ampio cimitero di forma rettangolare. Le salme ivi presenti non sono mai state inventariate, ma si è calcolato che debbano raggiungere la cifra di circa 8.000.
Le mummie, in piedi o coricate, vestite di tutto punto, sono divise per sesso e categoria sociale, anche se la maggior parte di esse appartengono ai ceti alti, poiché il processo di imbalsamazione era costoso. Nei vari settori si riconoscono: prelati, commercianti e borghesi nei loro vestiti "della domenica", ufficiali dell'esercito in uniforme di gala, giovani donne vergini, decedute prima di potersi maritare, vestite con il loro abito da sposa, gruppi familiari disposti in piedi su alte mensole delimitate da sottili ringhiere simili a balconate, bambini, ecc.
Numerose salme appartengono comunque a frati dell'ordine dei Cappuccini stessi: il primo a essere stato inumato all'interno delle catacombe fu infatti frate Silvestro da Gubbio il 16 ottobre del 1599. La sua salma è la prima sulla sinistra subito dopo l'ingresso.
Il metodo di imbalsamazione prevedeva prima di tutto di far "scolare" la salma per circa un anno, dopo averle tolti gli organi interni. Quindi il corpo, più o meno rinsecchito, veniva lavato con aceto, riempito di paglia e rivestito con i suoi abiti. Altri metodi, utilizzati specialmente in periodi di epidemie, prevedevano un bagno di arsenico o di acqua di calce.
Entrando a sinistra, in fondo al primo corridoio, sulla destra, vi sono imponenti monumenti sepolcrali, fra cui il più grande è quello di Giuseppe Grimau (morto nel 1755).
Una delle mummie più note è quella del campagnolo Antonino Prestigiacomo, morto nel 1844 all'età di 50 anni e imbalsamato con arsenico per via endovasale.
Quando a metà Ottocento le disposizioni sanitarie vietarono le sepolture nelle chiese e nei sotterranei, fu eretto a fianco della chiesa il cimitero dei Cappuccini.

## Mummia di Rosalia Lombardo

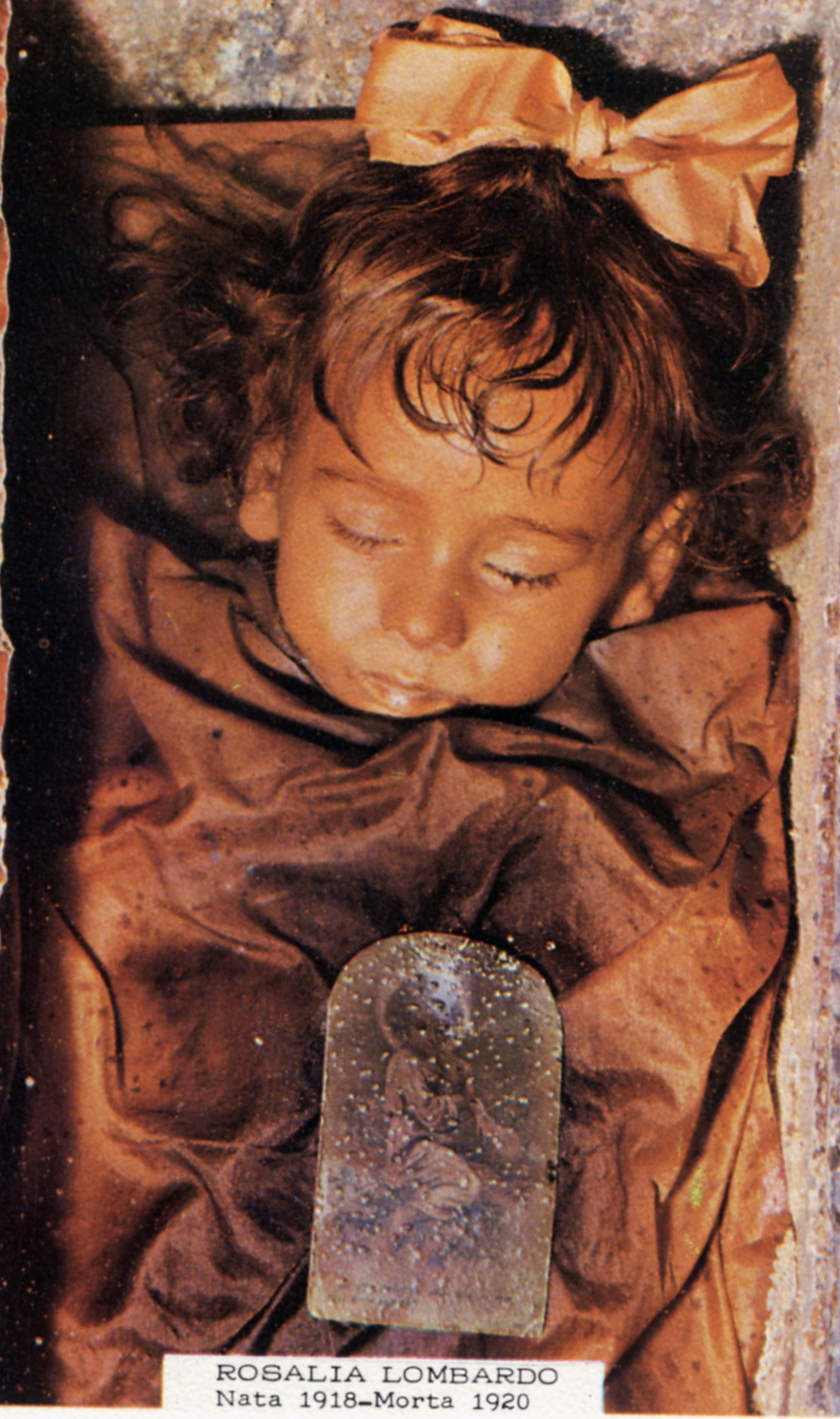
Rosalia Lombardo (1920)

Tra le salme delle Catacombe dei Cappuccini è particolarmente nota quella di Rosalia Lombardo, visibile nella Cappella di Santa Rosalia in fondo al primo corridoio, sulla sinistra. Nata a Palermo il 13 dicembre 1918 e ivi morta di polmonite il 6 dicembre 1920 all’età di 2 anni, la bambina è stata una delle ultime persone a essere ammesse alla sepoltura nella cripta. L'imbalsamazione, fortemente voluta dal padre affranto, fu curata dal professor Alfredo Salafia, lo stesso che imbalsamò Francesco Crispi.
Come si è scoperto solo nel 2009 grazie a studi compiuti sugli appunti di Salafia, per l'operazione fu utilizzata una miscela composta da formalina, per uccidere i batteri, alcool, che avrebbe contribuito alla disidratazione, glicerina, per impedire l'eccessivo inaridimento, acido salicilico, che avrebbe impedito la crescita dei funghi, e sali di zinco, che conferiscono rigidità. La bambina appare intatta (infatti attraverso una radiografia accurata si può notare che anche l'intero corpo della piccola è perfettamente integro, si possono vedere chiaramente gli emisferi cerebrali e il fegato) tanto da destare l'impressione che stia dormendo, e da meritare il soprannome di Bella addormentata.

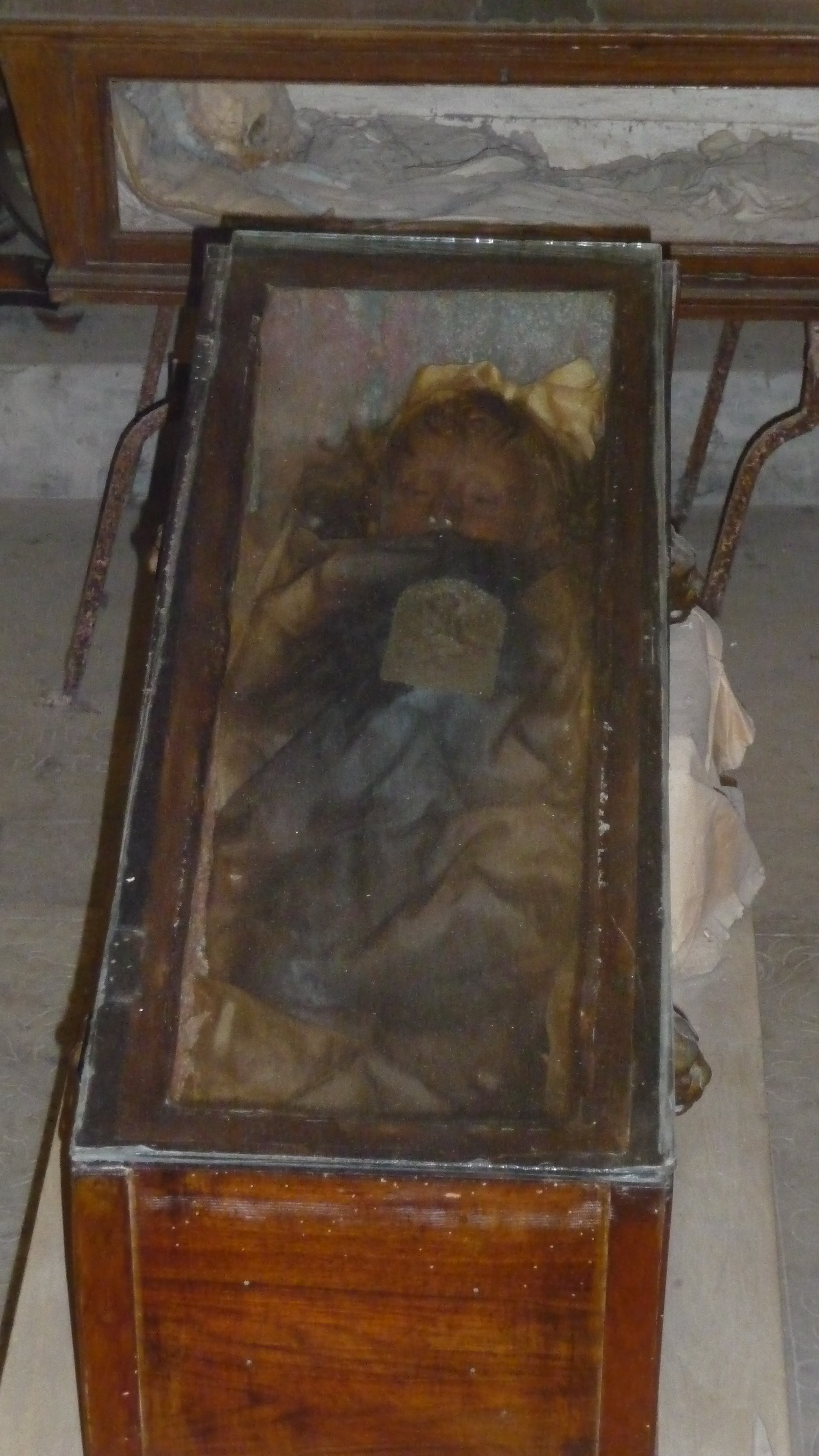
La mummia di Rosalia Lombardo nel marzo 2011

Nonostante il processo di mummificazione, nel corso degli anni il corpo ha iniziato a presentare piccoli segni di decomposizione. È stato quindi necessario collocare la storica bara all'interno di una teca ermetica di acciaio e vetro, satura di azoto, che impedisce la crescita di microrganismi, tenuta alla temperatura costante di 20 °C e con umidità del 65%.

## Analoghi cimiteri in Sicilia
Oltre alle note catacombe dei Cappuccini di Palermo e alla serie di S. Maria della Grazia di Comiso, si ricordano i siti di Savoca, Piraino, Santa Lucia del Mela, Novara di Sicilia e Militello Rosmarino, tutti localizzati nella porzione nord-orientale dell'isola (provincia di Messina), oltre alle piccole catacombe dell'Eremo di Santa Rosalia a Santo Stefano di Quisquina (provincia di Agrigento).